# Andronik I. Komnen
Andronik I. Komnen (grč. Ἀνδρόνıϰος Κομνηνός, Andrónikos Komnēnós) (Carigrad, oko 1122. – Carigrad, 12. rujna 1185.), bizantski car od 1183. do 1185. godine, posljednji član dinastije Komnen na bizantskom prijestolju.
Prijestolje je zauzeo prevratom 1183. godine. Provodio je represiju protiv aristokracije u pokušaju da skrši njihovu moć i onemogući zlouporabe položaja, mito i porezne malverzacije. Ubijen je u pobuni.
| Andronik I. Komnen Dinastija KomnenRođ. 1118. Umr. 1185. |                           |                           |
| Vladarske titule                                         |                           |                           |
| prethodnik Aleksije II. Komnen                           | bizantski car 1183.–1185. | nasljednik Izak II. Angel |